# Anastassia Tsvetaïeva
Pour les articles homonymes, voir Tsvetaïeva.
 (décembre 2017).
Si vous disposez d'ouvrages ou d'articles de référence ou si vous connaissez des sites web de qualité traitant du thème abordé ici, merci de compléter l'article en donnant les références utiles à sa vérifiabilité et en les liant à la section « Notes et références ».
Anastassia Ivanovna Tsvetaïeva (en russe : Анастаси́я Ива́новна Цвета́ева), née à Moscou le 15 septembre 1894 (27 septembre dans le calendrier grégorien), et décédée le 5 septembre 1993 également à Moscou, est une écrivaine russe.

## Biographie
Anastassia Tsvetaïeva est la fille d'Ivan Vladimirovitch Tsvetaïev, professeur d'histoire de l'art et fondateur du Musée Pouchkine et de sa seconde épouse, la pianiste Maria Alexandrovna Meyn. Elle est la sœur cadette de la poétesse Marina Tsvetaïeva.
Les deux sœurs passent une grande partie de leur enfance et de leur adolescence à Taroussa près de Kalouga. Après la  fréquentation d'un gymnase privé pour jeunes filles à Moscou, elles  sont élèves entre 1902 et 1905 de pensionnats privés pour jeunes filles en Suisse puis en Allemagne, enfin à Yalta en Crimée. Après le décès de leur mère en 1906, elles retournent à Moscou.
En 1912, Anastassia Tsvetaïeva épouse Boris Troukhatchiov, âgé de 19 ans, en l'église Alexandre Nevski dans la périphérie de Moscou, dédiée aux combattants de la guerre russo-turque de 1877-1878. Elle donne naissance peu après à son fils André (1912-1993). Elle divorce en 1914 et épouse civilement à l'automne 1915 l'ingénieur chimiste Mavriki Alexandrovitch Minz (1886-1917). Ils déménagent à Alexandrov. La vie de famille ne l'empêche pas de s'adonner à la littérature et en 1915 paraît son premier livre Réflexions, texte fondé sur la philosophie de Nietzsche.
Après la révolution d'Octobre, les deux sœurs sont invitées par Maximilian Volochine à être ses hôtes à Koktebel en Crimée. En mai 1917, le mari d'Anastassia décède d'une péritonite, puis en juillet de la même année, elle perd son fils Aliocha, âgé d'un an.
De retour à Moscou, au début des années 1920, Anastassia Tsvetaïeva continue à écrire, tout en vivant de petits travaux. En 1921, sur recommandation de Mikhaïl Ossipovitch Guerchenzon et Nicolas Berdiaev, elle est admise à l'Union des écrivains soviétiques. Elle admire beaucoup Boris Pasternak. En 1927, elle achève la rédaction de son livre L'Épopée de la faim mais n'arrive pas plus à le faire publier que son roman SOS et la Constellation du Sagittaire. La même année, elle peut voyager en Europe et rencontre Maxime Gorki à Sorrente, et en France elle retrouve pour la dernière fois sa sœur Marina.
Anastassia Tsvetaïeva est arrêtée en avril 1933, parce qu'elle figure parmi les connaissances de B. Zoubakine, franc-maçon et rosicrucien. Grâce aux interventions de Pasternak, de Gorki et de son épouse Ekaterina Pechkova, elle est relâchée soixante-quatre jours plus tard. Mais le 2 septembre 1937, elle est de nouveau arrêtée à Taroussa sous l'accusation d'appartenance à l'ordre rosicrucien de B. Zoubakine. Son fils André Troukhatchiov, qui était en visite chez elle, est aussi arrêté ainsi que son épouse. Toutes les œuvres d'Anastassia sont saisies. Les employés du NKVD détruisent les manuscrits de ses contes et de ses nouvelles. Le 10 janvier 1939, elle est condamnée par une troïka du NKVD, à dix ans de goulag aux motifs de propagande contre-révolutionnaire, d'agitation et de participation à une organisation contre-révolutionnaire. Dans le camp, elle est tour à tour femme de ménage, employée de distillation, ouvrière dans la maçonnerie, employée dans le bureau des constructions et graphiste. Elle dessine, sur commande, environ 900 portraits de co-détenues et écrit de la poésie. Son fils André Troukhatchiov passe les dix ans de sa condamnation en raison d'agitation contre-révolutionnaire d'abord en Carélie, puis dans le camp de Kargopol. Grâce à la qualité de son travail d'architecte, sa détention est réduite par deux fois.
Après sa libération en 1947, Anastassia Tsvetaïeva s'établit dans l'oblast de Vologda où son fils André Troukhatchiov vit avec sa famille. En 1949, elle est à nouveau arrêtée et bannie dans l'oblast de Novossibirsk. En 1954, son bannissement est abrogé mais ce n'est qu'en 1958 qu'elle s'installe à Salavat en Bachkirie avec son fils, qui avait été condamné en 1951 à 30 mois de détention pour abus de pouvoir lors de la construction d'une fabrique de meubles dans l'Oural. En 1957, elle vit avec son fils dans la ville de Pavlodar.
En 1959, Anastassia Tsvetaïeva est réhabilitée et en 1960, elle se rend à Ielabouga dans le Tatarstan, pour se recueillir sur la tombe de sa sœur Marina. Après de longues et difficiles recherches, elle retrouve la tombe probable de Marina sur laquelle est déposée une croix de l'Union des écrivains tatares. Jusqu'en 1972, elle rend régulièrement visite à son fils André Troukhatchiov à Pavlodar. où elle commence à écrire ses Souvenirs, qui éveillent un grand intérêt. Son petit-fils Guennadi Zelenine vit à Pavlodar.
À partir de 1979, elle vit dans un studio de Moscou où elle rédige des livres de souvenirs : De l'âge et de la jeunesse (1988), Inépuisable, ainsi que les dernières éditions de ses Souvenirs. Une partie de ses effets personnels et de ses photographies se trouve dans le Musée de la famille Tsvetaïev à Taroussa. Durant les années de la perestroïka, elle se bat pour la restauration de la maison de sa sœur Marina et pour la création d'un musée, ouvert en 1992.
Anastassia Tsvetaïeva décède le 5 septembre 1993 et repose au cimetière Vagankovo à côté de son père et de son fils. En 2013 a lieu à Pavlodar l'inauguration du premier musée consacré à Anastassia Tsvetaïeva.